# Eduard Llorens i Masdeu

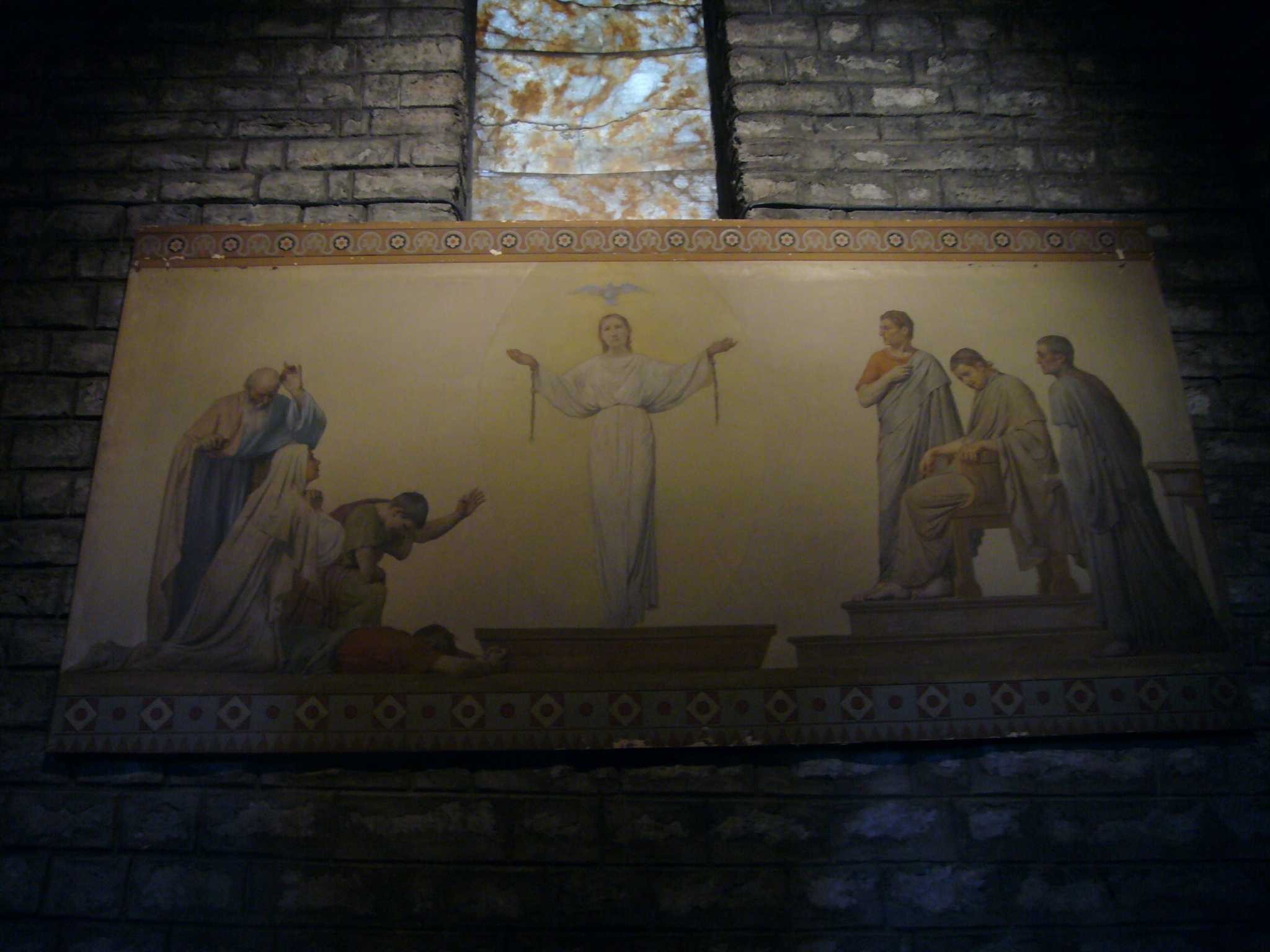
Pintura d'Eduard Llorens al monestir de Santa Maria de Ripoll representant el martiri de Santa Margarida d'Antioquia

Eduard Llorens i Masdeu (Barcelona, 1837 — Barcelona, 1912) fou un pintor i decorador català, que es va formar a l'Escola de la Llotja i posteriorment va complementar els seus estudis a París, sota les ordres de Gleyre. Es va especialitzar en la decoració d'interiors, esdevenint un dels pintors de renom de la seva època. És el pare del també pintor Tomàs Llorens.

## Obres rellevants
- Pintura per al palau Sobrellano del Panteó de Comillas, realitzat el 1892

## Exposicions rellevants
- 1913- Exposició pòstuma al Cercle Artístic de Sant Lluc.[2]